# Gudrun Holbe

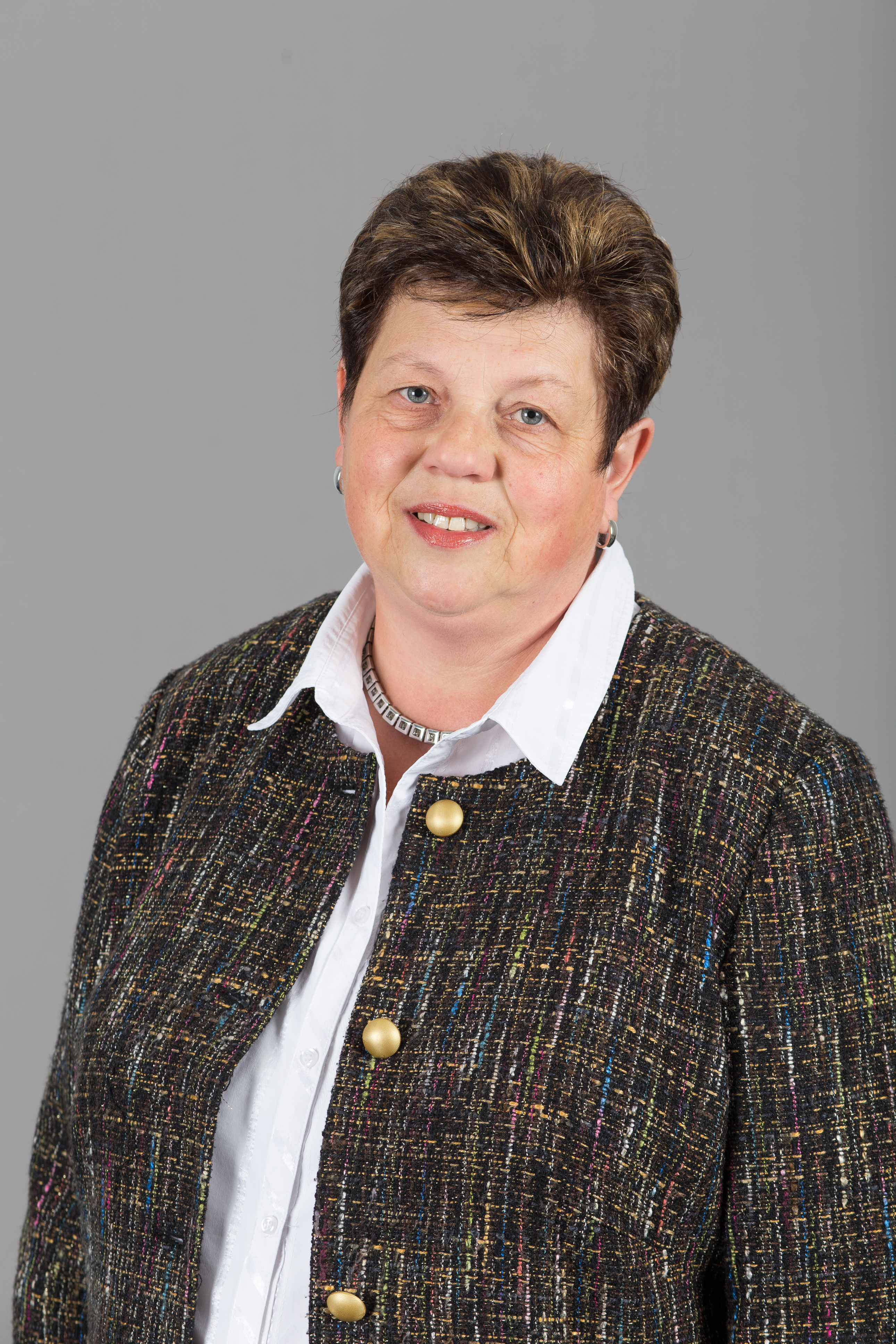
Gudrun Holbe, 2016

Gudrun Holbe (* 14. August 1958 in Donndorf) ist eine deutsche Politikerin (CDU) und seit 2004 Mitglied des Thüringer Landtags.

## Beruflicher Werdegang
Holbe legte 1977 an der heutigen Klosterschule Roßleben das Abitur ab. Anschließend studierte sie an der Hochschule für Architektur und Bauwesen Weimar, seit 1996 Bauhaus-Universität Weimar. 1981 erlangte sie dort den Abschuss als Diplom-Bauingenieurin.
In der Folge arbeitete sie von 1983 bis 1988 als Bauleiterin in Artern und war von 1988 bis 1989 Leiterin des Bauamtes im Gemeindeverband Unstruttal. Von 1993 bis 1994 absolvierte sie eine Weiterbildung zum Verwaltungsfachwirt I/II. In den Jahren 1994 bis 2004 war sie Büroleiterin eines Planungsbüros.

## Politik
1990 war Holbe dem Demokratischen Aufbruch beigetreten, dem sie bis 2002 angehörte (von 1998 bis 2001 als Kreisvorsitzende im Kyffhäuserkreis). 2002 wurde sie Mitglied der CDU und 2003 deren Kreisvorsitzende im Kyffhäuserkreis. Dieses Amt hatte sie bis 2010 inne, seit 2012 ist sie stellvertretende CDU-Kreisvorsitzende.
Von 1990 bis 1994 war sie hauptamtliche Bürgermeisterin der Gemeinde Donndorf. Dieses Amt übt sie seit 1994 ehrenamtlich aus.
Gudrun Holbe ist seit 1994 Mitglied des Kreistages Kyffhäuserkreis.
Als Direktkandidatin der CDU wurde Gudrun Holbe 2004 im Wahlkreis Kyffhäuserkreis II in den Thüringer Landtag gewählt. Bei den Landtagswahlen 2009 und 2014 verteidigte sie dieses Mandat, trat aber 2019 nicht erneut an.
Seit 2015 ist Holbe Vorstandsmitglied des Evangelischen Arbeitskreises der CDU Thüringen, seit 2014 bekleidet sie das Amt der Beauftragten für Kirchenfragen und Religionspolitik der CDU-Fraktion im Thüringer Landtag.

## Sonstiges
Von 1994 bis 2016 arbeitete sie als Präsidiumsmitglied im Thüringischen Landkreistag. Seit 2004 ist sie Mitglied im Landesdenkmalbeirat Thüringen.
In ihrem Wahlkreis hat Gudrun Holbe seit 2013 den Vorsitz des Trägervereins Ländlichen Heimvolkshochschule Kloster Donndorf inne, zudem ist sie Vorstandsmitglied im Verein „Hohe Schrecke – Alter Wald mit Zukunft e. V.“ Holbe ist weiterhin Mitglied im Weißen Ring e. V., in der Interessengemeinschaft Bockwindmühle e. V. Langenroda, in der Kyffhäuser Verkehrswacht Artern und im VdK Hessen-Thüringen.